# Paprotnik

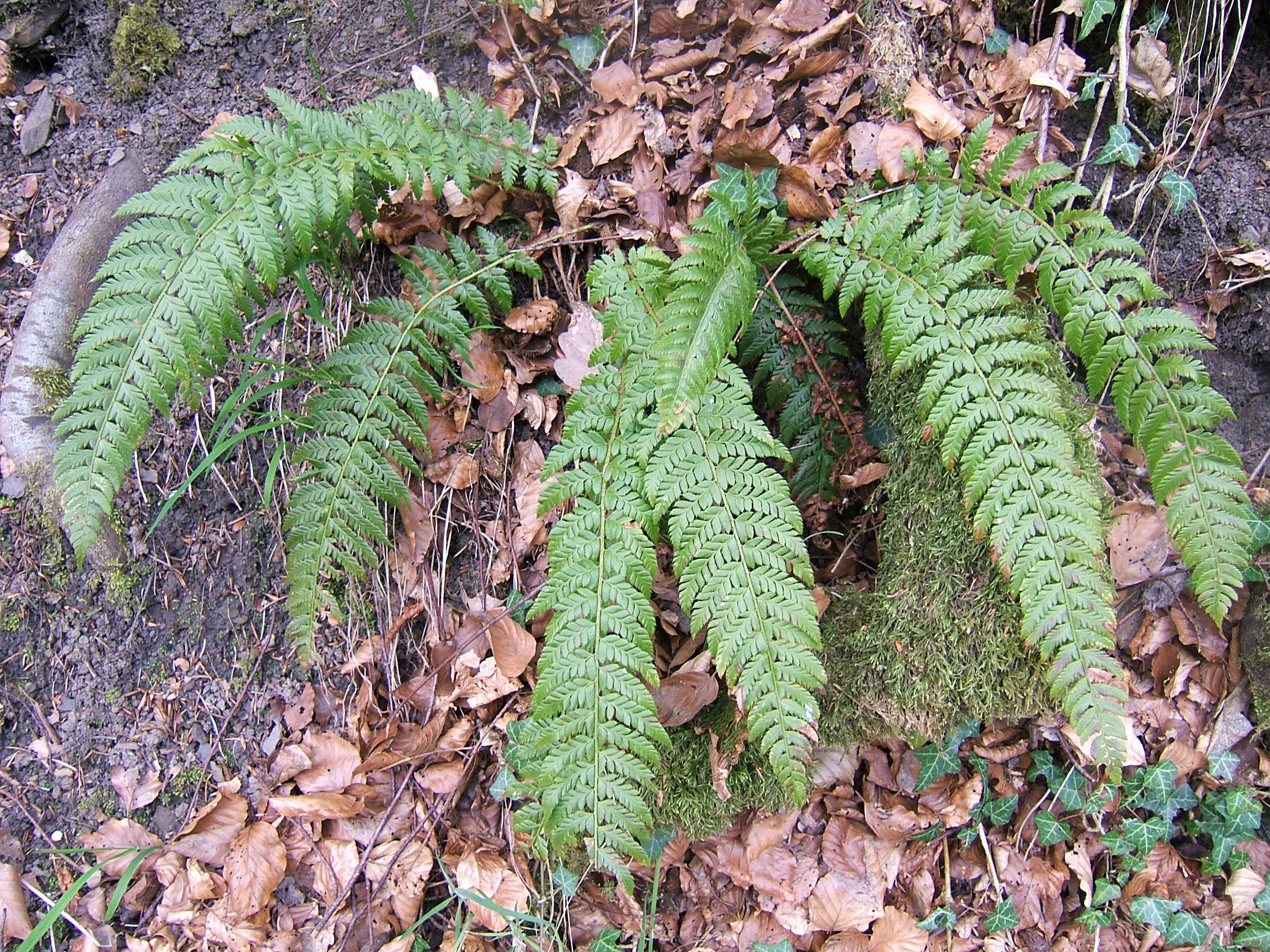
Paprotnik kolczysty

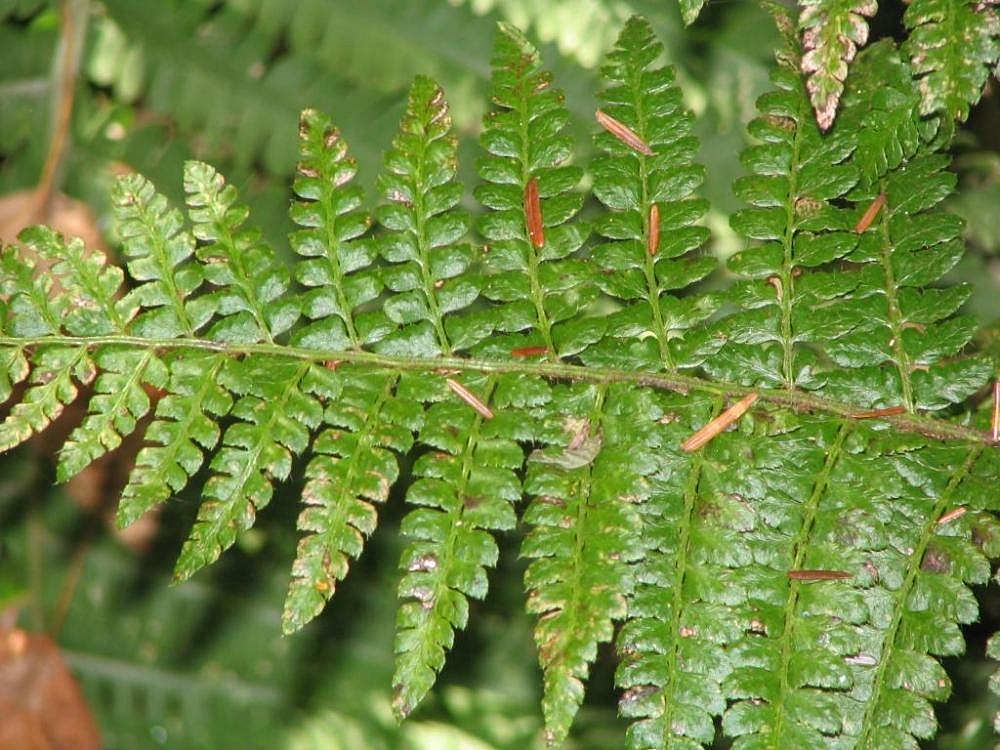
Paprotnik Brauna

Paprotnik (Polystichum Roth) – rodzaj roślin należący do rodziny nerecznicowatych. Obejmuje ok. 400 (zweryfikowanych według Plants on the World online jest 394) albo nawet 500 gatunków. Zasięg rodzaju obejmuje wszystkie kontynenty (z wyjątkiem Antarktydy). Rośliny te występują głównie w strefach umiarkowanych i podzwrotnikowowych, zarówno na nizinach, jak i w górach. Centrum zróżnicowania jest w Azji wschodniej i południowo-wschodniej (w Chinach rośnie ponad 200 gatunków, w tym ok. 140 endemitów). Liczne gatunki obecne są także w Ameryce Środkowej i Południowej. Stosunkowo nieliczne występują w Afryce (16), w Ameryce Północnej na północ od Meksyku (15), w Australazji (12). W Europie rosną tylko 4 gatunki i wszystkie obecne są w Polsce: paprotnik Brauna P. braunii, kolczysty P. aculeatum, ostry P. lonchitis i szczecinkozębny P. setiferum (poza tym także mieszaniec – paprotnik Luerssena P. × luerssenii). 
Paprotnik ostry, kolczasty, a zwłaszcza szczecinkozębny znany z licznych odmian uprawnych bywają uprawiane jako rośliny ozdobne.

## Systematyka

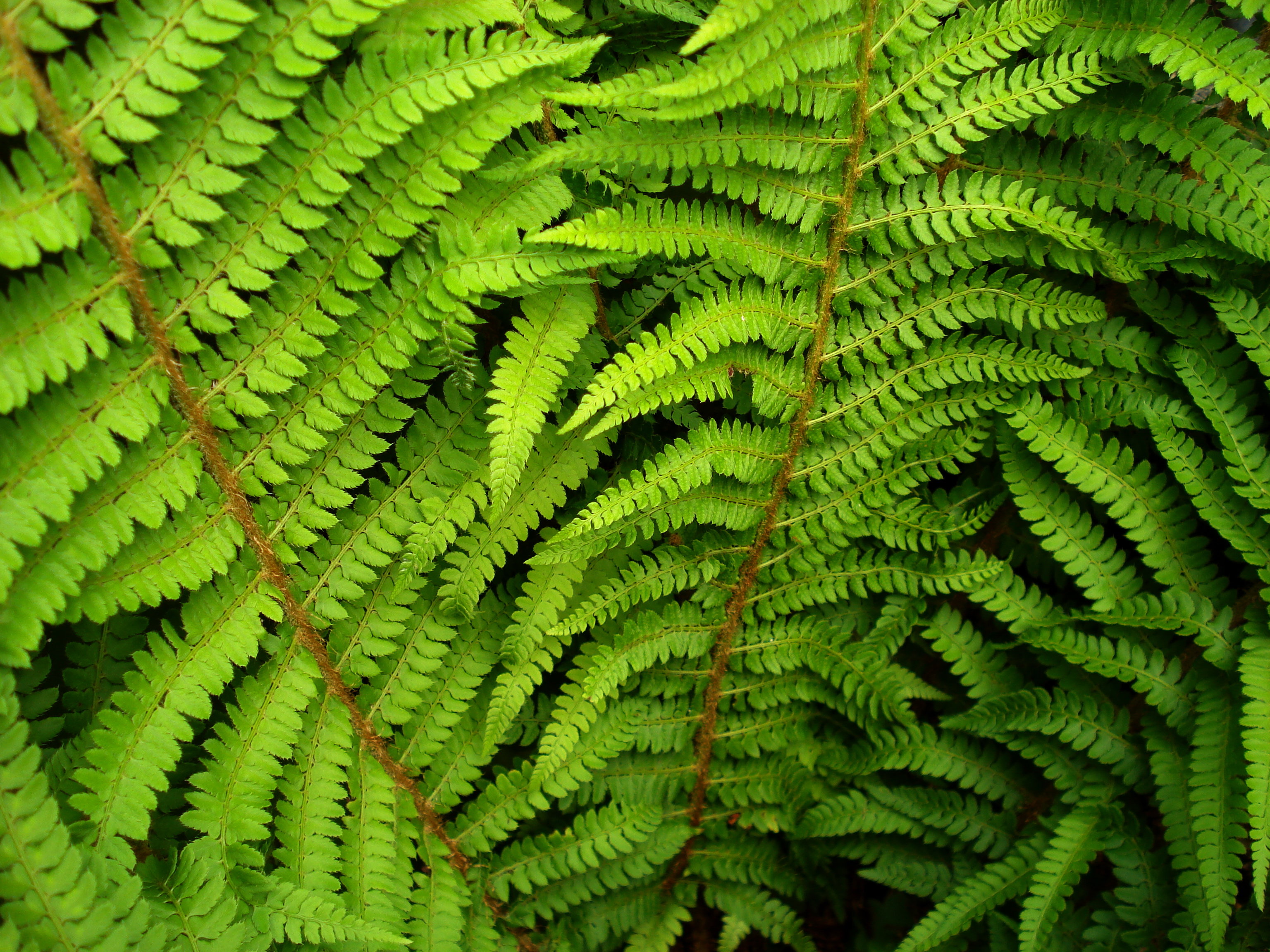
Paprotnik szczecinkozębny

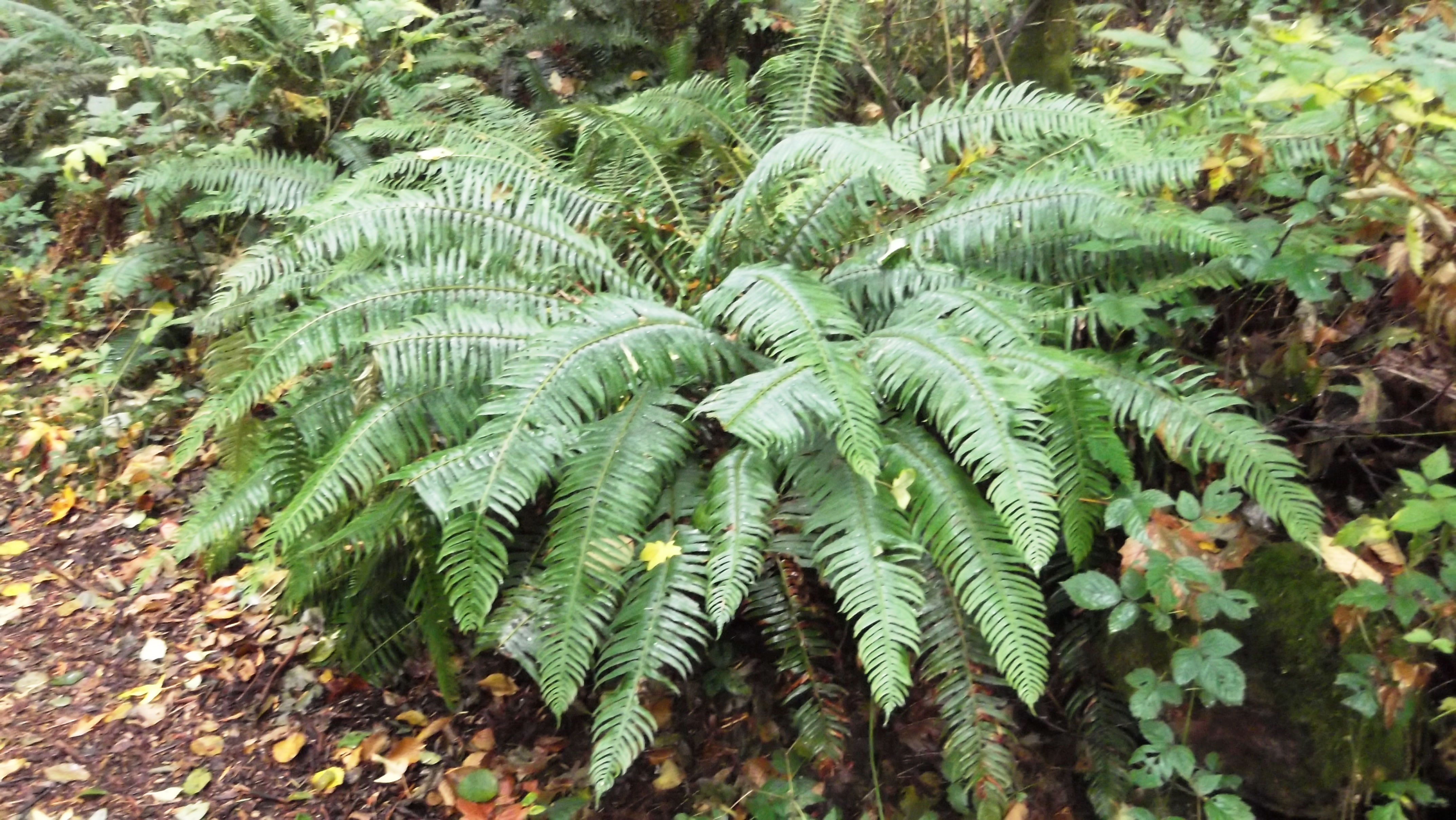
Paprotnik sztywny

Jeden z rodzajów z podrodziny Dryopteridoideae w obrębie rodziny nerecznicowatych Dryopteridaceae.
Wykaz gatunków
- Polystichum acanthophyllum  (Franch.) Christ
- Polystichum acrostichoides  (Michx.) Schott – paprotnik akrostychowaty
- Polystichum aculeatum (L.) Roth – paprotnik kolczysty
- Polystichum aculeolatum Fée
- Polystichum acutidens Christ
- Polystichum acutipinnulum Ching & Shing
- Polystichum adungense Ching & Fraser-Jenk. ex H.S.Kung & Li Bing Zhang
- Polystichum albomarginatum  M.Kessler & A.R.Sm.
- Polystichum alcicorne (Baker) Diels
- Polystichum alfaroi (Christ) Barrington
- Polystichum alluvium Li Bing Zhang, N.T.Lu & Yi F.Duan
- Polystichum alpinum Rosenst.
- Polystichum altum Ching ex Li Bing Zhang & H.S.Kung
- Polystichum ambiguum Maxon
- Polystichum amboroense M.Kessler & A.R.Sm.
- Polystichum × amboversum Sa.Kurata
- Polystichum ammifolium C.Chr.
- Polystichum × anceps Sa.Kurata
- Polystichum andersonii Hopkins
- Polystichum andinum Phil.
- Polystichum annapurnicola Fraser-Jenk.
- Polystichum anomalum (Hook. & Arn.) J.Sm.
- Polystichum anshunense Li Bing Zhang
- Polystichum aquifolium Underw. & Maxon
- Polystichum archboldii Copel.
- Polystichum articulatipilosum H.G.Zhou & Hua Li
- Polystichum asperrimum Li Bing Zhang
- Polystichum assurgentipinnum W.M.Chu & B.Y.Zhang
- Polystichum atkinsonii Bedd.
- Polystichum auriculum Ching
- Polystichum australiense Tindale
- Polystichum australium Copel.
- Polystichum austropaleaceum Fraser-Jenk.
- Polystichum bachii M.Kessler & A.R.Sm.
- Polystichum bakerianum (Atk. ex C.B.Clarke) Diels
- Polystichum balansae Christ
- Polystichum bamlerianum Rosenst.
- Polystichum basipinnatum (Baker) Diels
- Polystichum biaristatum (Blume) T.Moore
- Polystichum × bicknellii Hahne
- Polystichum bifidum Ching
- Polystichum bigemmatum Ching ex L. L. Xiang
- Polystichum bissectum C.Chr.
- Polystichum bolanicum Rosenst.
- Polystichum bonapartii Rosenst.
- Polystichum bonseyi W.H.Wagner & R.W.Hobdy
- Polystichum bradei Rosenst.
- Polystichum brassii Copel.
- Polystichum braunii (Spenn.) Fée – paprotnik Brauna
- Polystichum bulbiferum Barrington
- Polystichum calderonense Proctor
- Polystichum californicum (D.C.Eaton) Diels
- Polystichum caruifolium Diels
- Polystichum caudatum Fée
- Polystichum caudescens Dutra
- Polystichum cavernicola Li Bing Zhang & H.He
- Polystichum centronepalense Fraser-Jenk. & Tamang
- Polystichum chaparense M.Kessler & A.R.Sm.
- Polystichum cheilanthoides  Copel.
- Polystichum chilense Diels
- Polystichum chingae Ching
- Polystichum christianae (Jenman) Underw. & Maxon
- Polystichum christii Ching
- Polystichum cochleatum Hieron.
- Polystichum concinnum Lellinger ex Barrington
- Polystichum confusum Li Bing Zhang
- Polystichum congestum M.Kessler & A.R.Sm.
- Polystichum conjunctum (Ching) Li Bing Zhang
- Polystichum consimile Ching
- Polystichum copelandii Christ
- Polystichum costularisorum  Ching ex W.M.Chu & Z.R.He
- Polystichum coursii Tardieu
- Polystichum craspedosorum (Maxim.) Diels
- Polystichum crassinervium Ching ex W.M.Chu & Z.R.He
- Polystichum crinigerum (C.Chr.) Ching
- Polystichum crinulosum (Desv.) J.P.Roux
- Polystichum cuneatiforme W.M.Chu & Z.R.He
- Polystichum cuneatum Nakaike
- Polystichum cyclolobum C.Chr.
- Polystichum cystostegium (Hook.) J.B.Armstr.
- Polystichum daguanense Ching ex L.L.Xiang
- Polystichum dangii P.S.Wang
- Polystichum decoratum Maxon
- Polystichum deflexum Ching ex W.M.Chu
- Polystichum deltatum Li Bing Zhang, M.Q.Han & Yan Liu
- Polystichum deltodon (Baker) Diels
- Polystichum deminuens Maxon
- Polystichum diaphanum (Zoll. & Moritzi) T.Moore
- Polystichum dielsii Christ
- Polystichum diffundens H.S.Kung & Li Bing Zhang
- Polystichum discretum (D.Don) J.Sm.
- Polystichum disjunctum Ching ex W.M.Chu & Z.R.He
- Polystichum distans Fourn.
- Polystichum dracomontanum Schelpe & N.C.Anthony
- Polystichum drepanum (Sw.) C.Presl
- Polystichum dubium Diels
- Polystichum dudleyi Maxon
- Polystichum duthiei (C.Hope) C.Chr.
- Polystichum duyunense Li Bing Zhang, X.Y.Miao & Chun X.Li
- Polystichum × eberlei D.E.Mey.
- Polystichum echinatum (J.F.Gmel.) C.Chr.
- Polystichum elevatovenosum  Ching ex W.M.Chu & Z.R.He
- Polystichum elmeri Copel.
- Polystichum eriorachis Alderw.
- Polystichum erosum Ching & Shing
- Polystichum erythrosorum A.R.Sm.
- Polystichum exauriforme H.S.Kung & Li Bing Zhang
- Polystichum excelcior Ching & Z.Y.Liu
- Polystichum excellens Ching
- Polystichum falcatilobum Ching ex W.M.Chu & Z.R.He
- Polystichum falcinellum (Sw.) C.Presl
- Polystichum fallax Tindale
- Polystichum faucicola M.Kessler & Lehnert
- Polystichum fengshanense Li Bing Zhang & H.He
- Polystichum fibrillosopale aceum
- Polystichum filiorum Mickel
- Polystichum fimbriatum Christ
- Polystichum flaccidum Alderw.
- Polystichum × flemingii Fraser-Jenk.
- Polystichum × fominii Askerov & A.E.Bobrov
- Polystichum formosanum Rosenst.
- Polystichum formosum Tindale
- Polystichum fournieri A.R.Sm.
- Polystichum fraxinellum (Christ) Diels
- Polystichum fuentesii Espin.
- Polystichum fugongense Ching & W.M.Chu
- Polystichum × fujisanense Seriz.
- Polystichum furfuraceum A.R.Sm.
- Polystichum fuscopaleaceum  Alston
- Polystichum fuscum Copel.
- Polystichum gejiuense Li Bing Zhang, M.Q.Han & Yan Liu
- Polystichum × gemmilachenense Miyam. & T.Nakam.
- Polystichum giganteum Fée
- Polystichum glaciale Christ
- Polystichum grandifrons C.Chr.
- Polystichum guadalupense Fée
- Polystichum guajaibonense Morejón & C.Sánchez
- Polystichum guangxiense W.M.Chu & H.G.Zhou
- Polystichum gymnocarpium Ching ex W.M.Chu & Z.R.He
- Polystichum × hagenahii Cody
- Polystichum hagiangense Li Bing Zhang, N.T.Lu & Liang Zhang
- Polystichum hainanicola Li Bing Zhang, Liang Zhang & X.F.Gao
- Polystichum × hakonense Sa.Kurata
- Polystichum haleakalense Brack.
- Polystichum hancockii (Hance) Diels
- Polystichum hanmengqii Li Bing Zhang & Yan Liu
- Polystichum harpophyllum (Sledge) Sledge
- Polystichum harrisii Maxon
- Polystichum hartwigii (Klotzsch) Hieron.
- Polystichum hastipinnum G.D.Tang & Li Bing Zhang
- Polystichum hecatopterum Diels
- Polystichum heterolepis Fée
- Polystichum hillebrandii Carruth.
- Polystichum × hitoyoshiens e Sa.Kurata
- Polystichum × hokurikuense  Sa.Kurata
- Polystichum holttumii C.Chr.
- Polystichum hookerianum (C.Presl) C.Chr.
- Polystichum houchangense Ching ex P.S.Wang
- Polystichum huashanicola (W.M.Chu & Z.R.He) Li Bing Zhang
- Polystichum hubeiense Liang Zhang & Li Bing Zhang
- Polystichum ichangense Christ
- Polystichum igaense Tagawa
- Polystichum × iidanum Sa.Kurata
- Polystichum illyricum Hahne
- Polystichum imbricans (D.C.Eaton) D.H.Wagner
- Polystichum inadae Sa.Kurata
- Polystichum × inayatii Fraser-Jenk.
- Polystichum incisopinnulum  H.S.Kung & Li Bing Zhang
- Polystichum incongruum J.P.Roux
- Polystichum integrilobum (Ching ex Y.T.Hsieh) W.M.Chu ex H.S.Kung & Li Bing Zhang
- Polystichum integripinnum Hayata
- Polystichum × izuense Sa.Kurata
- Polystichum jamunae Fraser-Jenk.
- Polystichum jinfoshanense Ching & Z.Y.Liu
- Polystichum × jitaroi Sa.Kurata
- Polystichum jiucaipingense  P.S.Wang & Q.Luo
- Polystichum jiulaodongense  W.M.Chu & Z.R.He
- Polystichum kadyrovii Askerov & A.E.Bobrov
- Polystichum × kai-montanum  Seriz.
- Polystichum kalambatitrens e Tardieu
- Polystichum × kasayamense Sa.Kurata
- Polystichum kenwoodii Lorence & W.L.Wagner
- Polystichum keysserianum Rosenst.
- Polystichum kilimanjaricum  Pic.Serm.
- Polystichum kinabaluense C.Chr.
- Polystichum × kiyozumianum  Sa.Kurata
- Polystichum kropfii Li Bing Zhang & Yi F.Duan
- Polystichum kruckebergii W.H.Wagner
- Polystichum × kumamontanum  Sa.Kurata
- Polystichum kungianum H.He & Li Bing Zhang
- Polystichum × kunioi Sa.Kurata
- Polystichum × kuratae Seriz.
- Polystichum kurokawae Tagawa
- Polystichum kwakiutlii D.H.Wagner
- Polystichum kwangtungense Ching
- Polystichum lachenense (Hook.) Bedd.
- Polystichum lanceolatum Diels
- Polystichum lancilobum C.Chr.
- Polystichum langchungense Ching ex H.S.Kung
- Polystichum laniceps Rosenst.
- Polystichum lehmannii Hieron.
- Polystichum lemmonii Underw.
- Polystichum lentum (D.Don) T.Moore
- Polystichum lepidocaulon (Hook.) J.Sm.
- Polystichum lepidotum Sundue & M.Kessler
- Polystichum × lesliei Rumsey & Acock
- Polystichum leveillei C.Chr.
- Polystichum levingei C.Hope ex Christ
- Polystichum libingii Yi F.Duan & Kropf
- Polystichum liboense P. S. Wang & X. Y. Wang
- Polystichum lilianae Barrington
- Polystichum lindseaefolium  Scort.
- Polystichum lineare (C.Chr.) Copel.
- Polystichum liui Ching
- Polystichum × lonchitiforme (Halácsy) Becherer
- Polystichum lonchitis (L.) Roth – paprotnik ostry
- Polystichum longecuspis Fée
- Polystichum longifrons Sa.Kurata
- Polystichum longipaleatum Christ
- Polystichum longispinosum Ching ex Li Bing Zhang & H.S.Kung
- Polystichum longissimum Ching & Z.Y.Liu
- Polystichum loratum H.He & Li Bing Zhang
- Polystichum luctuosum (Kunze) T.Moore
- Polystichum × luerssenii Hahne – paprotnik Luerssena[8]
- Polystichum luteoviride Li Bing Zhang, Yi F.Duan, N.T.Lu & Liang Zhang
- Polystichum × machaerophyllum Sloss.
- Polystichum macleae (Baker) Diels
- Polystichum macrodon Li Bing Zhang
- Polystichum maderense Johns.
- Polystichum maevaranense Tardieu
- Polystichum magnificum F.Ballard
- Polystichum makinoi (Tagawa) Tagawa
- Polystichum malipoense Li Bing Zhang, M.Q.Han & Yan Liu
- Polystichum manickamianum Benniamin, Fraser-Jenk. & Irudayaraj
- Polystichum manmeiense (Christ) Nakaike
- Polystichum marionense Alston & Schelpe
- Polystichum marquesense E.Brown
- Polystichum martini (Christ) W.Bull
- Polystichum mashikoi Sa.Kurata
- Polystichum maximum M.Kessler & A.R.Sm.
- Polystichum mayebarae Tagawa
- Polystichum meeboldii Rosenst.
- Polystichum mehrae Fraser-Jenk. & Khullar
- Polystichum meijerdreesii Copel.
- Polystichum mengziense Li Bing Zhang
- Polystichum mexiae Copel.
- Polystichum × meyeri Sleep & Reichst.
- Polystichum mickelii A.R.Sm.
- Polystichum microchlamys (Christ) Kodama
- Polystichum × microlepis Sa.Kurata
- Polystichum × midoriense T.Oka & S.Ohtani
- Polystichum × minamitanii Sa.Kurata ex Seriz.
- Polystichum minimum (Y.T.Hsieh) Li Bing Zhang
- Polystichum minutissimum Li Bing Zhang & H.He
- Polystichum × miuranum Sa.Kurata
- Polystichum mohrioides (Bory) C.Presl
- Polystichum moluccense (Blume) T.Moore
- Polystichum montevidense Rosenst.
- Polystichum monticola N.C.Anthony & Schelpe
- Polystichum moorei Christ
- Polystichum × mucrolentum Fraser-Jenk.
- Polystichum mucronatum (Sw.) C.Presl
- Polystichum mucronifolium (Blume) C.Presl
- Polystichum muenchii (Christ) C.Chr.
- Polystichum multifidum (Mett.) T.Moore
- Polystichum mulunense X.L.Shen & R.H.Jiang
- Polystichum munitum (Kaulf.) C.Presl – paprotnik sztywny
- Polystichum muricatum (L.) Fée
- Polystichum muscicola Ching ex W.M.Chu & Z.R.He
- Polystichum muticum Copel.
- Polystichum × namegatae Sa.Kurata
- Polystichum nanchurnicum Ching
- Polystichum nayongense P.S.Wang & X.Y.Wang
- Polystichum neolobatum Nakai
- Polystichum neozelandicum Fée
- Polystichum nepalense (Spreng.) C.Chr.
- Polystichum ningshenense Ching & Y.P.Hsu
- Polystichum normale Ching ex P.S.Wang & Li Bing Zhang
- Polystichum nudicaule Rosenst.
- Polystichum obae Tagawa
- Polystichum oblanceolatum H.He & Li Bing Zhang
- Polystichum obliquum (D.Don) T.Moore
- Polystichum oblongipinnaru m Li Bing Zhang, M.Q.Han & Yan Liu
- Polystichum oblongum Ching ex W.M.Chu & Z.R.He
- Polystichum obtusum J.Sm.
- Polystichum oculatum (Hook.) J.B.Armstr.
- Polystichum ohmurae Sa.Kurata
- Polystichum × ohtanii Sa.Kurata
- Polystichum × okanum Sa.Kurata
- Polystichum × ongataense Sa.Kurata
- Polystichum orbiculatum Gay
- Polystichum ordinatum Liebm.
- Polystichum oreodoxa Ching ex H.S.Kung & Li Bing Zhang
- Polystichum otomasui Sa.Kurata
- Polystichum otophorum (Franch.) Bedd.
- Polystichum ovatopaleaceum  (Kodama) Sa.Kurata
- Polystichum paleatum Copel.
- Polystichum palniense Fraser-Jenk.
- Polystichum papuanum C.Chr.
- Polystichum paradeltodon L.L.Xiang
- Polystichum paramicola M.Kessler & A.R.Sm.
- Polystichum paramoupinense  Ching
- Polystichum parvifoliolatu m W.M.Chu
- Polystichum parvipinnulum Tagawa
- Polystichum peishanii Li Bing Zhang & H.He
- Polystichum perditum Li Bing Zhang
- Polystichum perpusillum L.B.Zhang & H.He
- Polystichum × phulchowkiense Fraser-Jenk.
- Polystichum piceopaleaceum  Tagawa
- Polystichum pilosum Copel.
- Polystichum pingbianense Li Bing Zhang, M.Q.Han & Yan Liu
- Polystichum plaschnickianum (Kunze) T.Moore
- Polystichum platylepis Fée
- Polystichum platyphyllum (Willd.) C.Presl
- Polystichum plicatum Hicken ex Hosseus
- Polystichum polyblepharum (Roem. ex Kunze) C.Presl – paprotnik orzęsiony
- Polystichum polyodon Ching
- Polystichum × potteri Barrington
- Polystichum prescottianum (Wall. ex Mett.) T.Moore
- Polystichum prionolepis Hayata
- Polystichum proliferum (R.Br.) C.Presl
- Polystichum pseudoacutidens Ching ex W.M.Chu & Z.R.He
- Polystichum × pseudobraunii Fraser-Jenk.
- Polystichum pseudolanceolatum Ching ex P.S.Wang
- Polystichum × pseudolentum  Fraser-Jenk.
- Polystichum pseudomakinoi Tagawa
- Polystichum pseudomicrophyllum  Nakaike
- Polystichum × pseudoparvipinnulum  Miyam. & T.Nakam.
- Polystichum × pseudosemifertile  Nakaike & V.L.Gurung
- Polystichum pseudosetosum Ching & Z.Y.Liu
- Polystichum pseudotsus-simense  Ching
- Polystichum punctiferum C.Chr.
- Polystichum pungens (Kaulf.) C.Presl
- Polystichum puteicola Li Bing Zhang, H.He & Q.Luo
- Polystichum putuoense Li Bing Zhang
- Polystichum pycnopterum (Christ) Ching, W.M.Chu & Z.R.He
- Polystichum quangbinhense Li Bing Zhang, N.T.Lu & Liang Zhang
- Polystichum rachichlaena Fée
- Polystichum rapense E.Brown
- Polystichum recavum H.J.Wei & Li Bing Zhang
- Polystichum rectum Li Bing Zhang, M.Q.Han & Yan Liu
- Polystichum retrosopaleaceum (Kodama) Tagawa
- Polystichum revolutum P.S.Wang
- Polystichum rhizophorum (Jenman) Maxon
- Polystichum rhizophyllum (Sw.) C.Presl
- Polystichum rigens Tagawa
- Polystichum robustum Ching ex Li Bing Zhang & H.S.Kung
- Polystichum rochaleanum Glaz.
- Polystichum rufopaleaceum Ching ex H.S.Kung & Li Bing Zhang
- Polystichum rufum M.Kessler & A.R.Sm.
- Polystichum × rupestris P.S.Wang & Li Bing Zhang
- Polystichum rupicola Ching ex W.M.Chu
- Polystichum × safarovii Askerov & A.E.Bobrov
- Polystichum × saltum J.P.Roux
- Polystichum sanchezii Morejón
- Polystichum × sarukurense Seriz.
- Polystichum saxicola Ching ex H.S.Kung & Li Bing Zhang
- Polystichum scariosum (Roxb.) C.V.Morton
- Polystichum schizophyllum Lorea-Hern. & A.R.Sm.
- Polystichum scopulinum Maxon
- Polystichum semifertile (C.B.Clarke) Ching
- Polystichum × semiyunnanense Fraser-Jenk. & Kandel
- Polystichum setiferum (Forssk.) T.Moore ex Woynar – paprotnik szczcinkozębny
- Polystichum setigerum (C.Presl) C.Presl
- Polystichum setillosum Ching
- Polystichum shandongense J.X.Li & Y.Wei
- Polystichum shensiense Christ
- Polystichum shimurae Sa.Kurata ex Seriz.
- Polystichum × shin-tashiroi Sa.Kurata
- Polystichum shizuokaense Nakaike
- Polystichum silvaticum Diels
- Polystichum × silviamontanum Miyam. & T.Nakam.
- Polystichum simile (Ching ex Y.T.Hsieh) Li Bing Zhang
- Polystichum sinense (Christ) Christ
- Polystichum sinotsussimense Ching & Z.Y.Liu – paprotnik chiński[9]
- Polystichum solomonii M.Kessler & A.R.Sm.
- Polystichum speciosissimum  (Kunze) R.M.Tryon & A.F.Tryon
- Polystichum speluncicola Li Bing Zhang & H.He
- Polystichum spongiosum Maxon
- Polystichum squarrosum (D.Don) Fée
- Polystichum × stewartii Fraser-Jenk.
- Polystichum stimulans (Kunze ex Mett.) Bedd.
- Polystichum stokesii E.Brown
- Polystichum stuebelii Hieron.
- Polystichum subacutidens Ching ex L.L.Xiang
- Polystichum subdeltodon Ching
- Polystichum subfimbriatum W.M.Chu & Z.R.He
- Polystichum subinerme (Kunze) Fraser-Jenk.
- Polystichum subintegerrimum (Hook. & Arn.) R.A.Rodr.
- Polystichum submarginale (Baker) Ching ex L.L.Xiang
- Polystichum submite (Christ) Diels
- Polystichum submucronatum (Christ) Morejón & C.Sánchez
- Polystichum subtripteron Tzvelev
- Polystichum subulatum Ching ex Li Bing Zhang
- Polystichum × suginoi Sa.Kurata
- Polystichum superum Li Bing Zhang, M.Q.Han & Yan Liu
- Polystichum × suyamanum Sa.Kurata ex Seriz.
- Polystichum tagawanum Sa.Kurata
- Polystichum taizhongense H.S.Kung
- Polystichum takakii Nakaike
- Polystichum × takaosanense  Sa.Kurata
- Polystichum talamancanum Barrington
- Polystichum tangmaiense H.S.Kung & Tateishi
- Polystichum × tare-bhirense Nakaike & V.L.Gurung
- Polystichum tenuius (Ching) Li Bing Zhang
- Polystichum tetragonum Fée
- Polystichum × tetsuyamense  Sa.Kurata ex Seriz.
- Polystichum thomsonii (Hook.f.) Bedd.
- Polystichum tiandengense H.He & Li Bing Zhang
- Polystichum tiankengicola Li Bing Zhang, Q.Luo & P.S.Wang
- Polystichum tijucense Fée
- Polystichum × titibuense Sa.Kurata
- Polystichum × tokyoense Sa.Kurata ex Seriz.
- Polystichum tonkinense (Christ) W.M.Chu & Z.R.He
- Polystichum tortuosum Nakaike
- Polystichum transkeiense W.Jacobsen
- Polystichum transvaalense N.C.Anthony
- Polystichum trapezoides (Sw.) C.Presl
- Polystichum trapezoideum (Ching & K.H.Shing) Li Bing Zhang
- Polystichum triangulum (L.) Fée
- Polystichum tridens (T.Moore ex Hook.) Fée
- Polystichum tripteron (Kunze) C.Presl – paprotnik trójskrzydełkowy
- Polystichum tsaratananense  Tardieu
- Polystichum turrialbae Christ
- Polystichum uahukaense Lorence & W.L.Wagner
- Polystichum underwoodii Maxon
- Polystichum uniseriale (Ching ex K.H.Shing) Li Bing Zhang
- Polystichum × utsumii (Sa.Kurata) Sa.Kurata
- Polystichum vestitum (G.Forst.) C.Presl
- Polystichum volkensii (Hieron.) C.Chr.
- Polystichum vulcanicum T.Moore
- Polystichum walkerae (Hook.) Sledge
- Polystichum wattii (Bedd.) C.Chr.
- Polystichum wawranum (Szyszyl.) Perrie
- Polystichum weimingii Li Bing Zhang & H.He
- Polystichum whiteleggei Watts
- Polystichum wilesianum Proctor
- Polystichum wirtgenii Hahne
- Polystichum woodsioides Christ
- Polystichum woronowii Fomin
- Polystichum wrightii (Baker) C.Chr. ex Maxon
- Polystichum wulingshanense  S.F.Wu
- Polystichum xichouense (S.K.Wu & Mitsuta) Li Bing Zhang
- Polystichum xiphophyllum (Baker) Diels
- Polystichum yaanense Liang Zhang & Li Bing Zhang
- Polystichum yaeyamense Makino
- Polystichum yifanii Li Bing Zhang & Kropf
- Polystichum × yokohamense T.Oka & S.Ohtani
- Polystichum yuanum Ching
- Polystichum yunnanense Christ
- Polystichum zambesiacum Schelpe
- Polystichum zayuense W.M.Chu & Z.R.He
- Polystichum zhijinense Li Bing Zhang, Yi F.Duan & Kropf